# منصورآباد (جویم)
منصورآباد، روستایی در دهستان جویم بخش مرکزی شهرستان جویم در استان فارس ایران است. این روستا، مرکز دهستان جویم است.

## جمعیت
بر پایه سرشماری عمومی نفوس و مسکن در سال ۱۳۹۵، جمعیت این روستا برابر با ۲٬۴۱۲ نفر (۷۲۹ خانوار) بوده‌است.